# Gustavia oceanica
Gustavia oceanica är en kvalsterart som beskrevs av Pérez-Íñigo 1987. Gustavia oceanica ingår i släktet Gustavia och familjen Gustaviidae. Inga underarter finns listade i Catalogue of Life.